# Бродок (Васлуј)
Бродок (рум. Brodoc) насеље је у Румунији у округу Васлуј у општини Васлуј. Oпштина се налази на надморској висини од 100 m.

## Становништво
Према подацима из 2002. године у насељу је живело 1187 становника, од којих су сви румунске националности.